# 4つの挽歌
『4つの挽歌』（ハンガリー語: 4 siratóének） 作品9a Sz.45 BB58は、バルトーク・ベーラが作曲したピアノのための挽歌集。

## 概要
バルトークは1909年に本作を最初に完成させるまでに民謡の研究を何度も行っていた。1905年以降、東ヨーロッパ、とりわけハンガリーとルーマニアをめぐって民謡や民族音楽を収集しており、これが後に作曲家としての彼の土台の一部となっていく。バルトークが自作における音色の面への関心を強くしていったのは特に1908年のことで、彼の楽曲は他の同時代の作曲家からは聞かれない趣を示し始める。バルトークがこれら4曲のピアノ独奏のための小品を作曲したのは1909年から1910年にかけてのことだった。曲集は公式の初演をされておらず、楽譜の初版は1912年にブダペストのRózsavölgyi & Társaからの出版であった。曲集の一部のみが1917年のブダペストで同郷のピアニストエルンスト・フォン・ドホナーニによって初演されている。

## 楽曲構成
曲集は様々な速度指定によるピアノのための短い4つの楽曲で構成される。どの曲もゆっくりと重々しい（ペザンテ）であるという点が共通している。全曲の演奏時間は約8分。
1. Adagio
2. Andante
3. Poco lento
4. Assai andante

曲はいずれも同様に簡素で、オクタトニックやペンタトニックを中心に構成されている。リディア旋法やフリギア旋法による旋律に対して三和音や完全五度で伴奏が付けられている。